# Вечерний Душанбе
«Вечерний Душанбе» (Вечёрка) — одна из самых старых и известных русскоязычных газет Таджикской ССР, а затем и Республики Таджикистан. В печатном виде газета начала издаваться с 1 октября 1968 года в городе Душанбе. Газета издавалась еженедельно на русском языке, объёмом 16 страниц. В 1969 году тираж газеты составлял 38,3 тыс. экземпляров. 18 января 2011 года из-за конфликта с собственником газеты ООО «Чархи Гардун», которым управлял генеральный директор Акбарали Сатторов, являющийся председателем Союза журналистов Таджикистана, печатное издание было упразднено. Главный редактор Гульнора Амиршоева, а также корреспонденты Галина Дзутцева, Екатерина Пасторова, корректор Владимир Яковлев и дизайнер Далер Муминшоев подали заявления в качестве протестной отставки «в связи с грубыми нарушениями, допущенными собственником издания в отношении коллектива». В настоящее время сохраняется в электронном формате. Главной опасностью для будущего газеты является сужение русскоязычного пространства в Таджикистане после распада СССР.